# Gelbnackenamazone
Die Gelbnackenamazone (Amazona auropalliata) ist eine Vogelart aus der Familie der Eigentlichen Papageien. Ihr natürliches Verbreitungsgebiet ist Mittelamerika.

## Merkmale
Gelbnackenamazonen erreichen eine Körperlänge von 35 bis 38 Zentimetern. Ihr Körpergefieder ist grün. Namensgebend ist der große gelbe Nackenfleck. Die Wachshaut um das Nasenloch ist schwarz. Am Flügelbug befindet sich anders als bei vielen Amazonenpapageien kein Rot.
Gelbnackenamazonen haben eine laute Stimme und sind in der Lage, Laute aus ihrer Umgebung gut zu imitieren. Sie sind Höhlenbrüter. Das Weibchen legt zwei bis vier Eier. Die Brutdauer beträgt ca. 26 Tage.

## Unterarten
Die Art wurde früher als eine Unterart der Gelbscheitelamazone eingeordnet. Heute wird sie als eigene Art angesehen. Neben der Nominatform Amazona auropalliata auropalliata (Lesson, 1842) gibt es noch zwei weitere Unterarten:
- Roatán-Gelbnackenamazone (Amazona auropalliata caribae Lousada, 1989)
- Rotbug-Gelbnackenamazone (Amazona auropalliata parvipes B. L. Monroe Jr & T. R. Howell, 1966)

## Haltung
Der Weltvogelpark Walsrode hält in Deutschland einige Exemplare.

## Einzelbelege
1. ↑  W. Grummt, H. Strehlow (Hrsg.): Zootierhaltung Vögel. S. 440.